# Wrocław Popowice
Wrocław Popowice – stacja kolejowa we Wrocławiu przy ulicy Popowickiej na osiedlu Popowice, na linii kolejowej nr 143 Kalety – Wrocław Popowice WP2 oraz linii kolejowej nr 271 Wrocław Główny – Poznań Główny. Od stacji odchodziła bocznica do portu Popowice i łączniki na Nadodrze i stacji towarowej Gądów. Na stacji zatrzymują się pociągi regio przewoźnika Polregio.
W maju 2015 trwał remont stacji związany z przebudową wiaduktu nad ul. Starogroblową i modernizacją linii kolejowej. Wydłużono peron, przebudowano wiaty i oświetlenie. Trwała budowa ułatwień dla osób niepełnosprawnych.

## Ruch pasażerski
| Rok  | Wymiana pasażerska na dobę |
| ---- | -------------------------- |
| 2017 | 50-99                      |
| 2022 | 100-149                    |

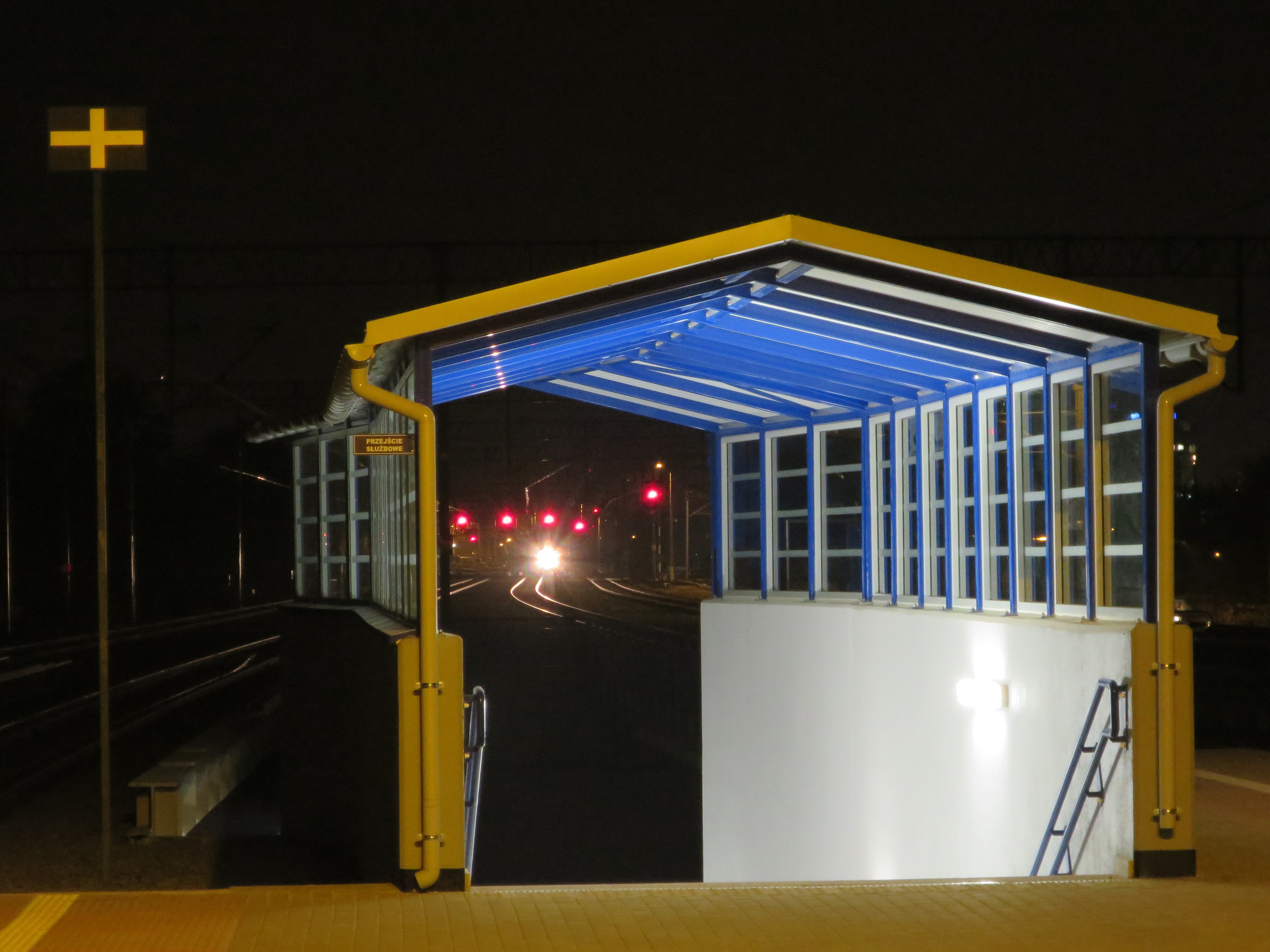
Wejście do tunelu